# Okręg wyborczy Northampton
Okręg wyborczy Northampton powstał w 1295 r. i wysyłał do angielskiej, a następnie brytyjskiej, Izby Gmin jednego deputowanego. Okręg obejmował miasto Northampton w hrabstwie Northamptonshire. W 1918 r. liczbę mandatów przypadających na okręg zmniejszono do jednego. Okręg został zlikwidowany w 1974 r.

## Deputowani do brytyjskiej Izby Gmin z okręgu Northampton

### Deputowani w latach 1295–1660
- 1572: Christopher Yelverton
- 1604–1614: Henry Yelverton
- 1604–1611: Edward Mercer
- 1621–1622: Richard Spencer
- 1621–1622: Thomas Crewe
- 1640–1648: Richard Knightley
- 1640–1648: Zouch Tate
- 1654–1656: Peter Whalley
- 1656–1659: Francis Harvey
- 1659–1659: James Langham

### Deputowani w latach 1660–1918
- 1660–1660: Francis Harvey
- 1660–1661: Richard Rainsford
- 1660–1661: John Norwich
- 1661–1661: Francis Harvey
- 1661–1661: James Langham
- 1661–1662: Charles Compton
- 1661–1664: Richard Rainsford
- 1662–1663: James Langham
- 1663–1663: William Dudley
- 1663–1670: Christopher Hatton
- 1664–1664: John Bernard
- 1664–1670: Henry Yelverton
- 1670–1679: William Fermor
- 1670–1678: Henry O’Brien, 7. baron Ibracken
- 1678–1679: Ralph Montagu
- 1679–1679: Hugh Cholmley
- 1679–1685: William Langham
- 1679–1685: Ralph Montagu
- 1685–1689: Richard Rainsford
- 1685–1690: Justinian Isham
- 1689–1695: William Langham
- 1690–1694: Thomas Samwell
- 1694–1698: Justinian Isham
- 1695–1702: Christopher Montagu
- 1698–1701: William Thursby
- 1701–1702: Thomas Andrew
- 1702–1705: Matthew Dudley
- 1702–1704: Bartholomew Tate
- 1704–1710: Francis Arundell
- 1705–1715: George Montagu
- 1710–1722: William Wykes
- 1715–1727: William Wilmer
- 1722–1734: Edward Montagu
- 1727–1754: George Compton
- 1734–1744: William Wilmer
- 1744–1754: George Montagu
- 1754–1759: Charles Montagu
- 1754–1755: Charles Compton
- 1755–1761: Richard Backwell
- 1759–1768: Frederick Montagu
- 1761–1763: Spencer Compton
- 1763–1768: Lucy Knightly
- 1768–1774: George Brydges Rodney
- 1768–1769: George Osborn
- 1769–1771: Thomas Howe
- 1771–1780: Wilbraham Tollemache
- 1774–1780: George Robinson
- 1780–1782: George Spencer, wicehrabia Althorp, wigowie
- 1780–1784: George Rodney
- 1782–1784: George Bingham, 1. hrabia Lucan
- 1784–1796: Charles Compton, lord Compton
- 1784–1790: Fiennes Trotman
- 1790–1810: Edward Bouverie
- 1796–1812: Spencer Perceval, torysi
- 1810–1818: William Bateman
- 1812–1820: Spencer Compton, hrabia Compton
- 1818–1820: Edward Kerrison
- 1820–1832: George Robinson
- 1820–1830: William Leader Maberly
- 1830–1831: Robert Gunning
- 1831–1859: Robert Vernon Smith, wigowie
- 1832–1837: Charles Ross, Partia Konserwatywna
- 1837–1857: Raikes Currie, wigowie
- 1857–1874: Charles Gilpin, Partia Liberalna
- 1859–1874: Anthony Henley, 3. baron Henley, Partia Liberalna
- 1874–1880: Pickering Phipps, Partia Konserwatywna
- 1874–1880: Charles Merewether, Partia Konserwatywna
- 1880–1906: Henry Labouchère, Partia Liberalna
- 1880–1891: Charles Bradlaugh, Partia Liberalna
- 1891–1895: Moses Manfield, Partia Liberalna
- 1895–1900: Charles Drucker, Partia Konserwatywna
- 1900–1910: John Shipman, Partia Liberalna
- 1906–1910: Herbert Paul, Partia Liberalna
- 1910–1918: Hastings Lees-Smith, Partia Liberalna
- 1910–1918: Charles McCurdy, Partia Liberalna

### Deputowani w latach 1918–1974
- 1918–1923: Charles McCurdy, Partia Liberalna
- 1923–1924: Margaret Bondfield, Partia Pracy
- 1924–1928: Arthur Holland, Partia Konserwatywna
- 1928–1931: Cecil L’Estrange Malone, Partia Pracy
- 1931–1940: Mervyn Manningham-Buller, Partia Konserwatywna
- 1940–1945: Gerald Summers, Partia Konserwatywna
- 1945–1974: Reginald Paget, Partia Pracy